# Republic (Washington)
Republic az Amerikai Egyesült Államok északnyugati részén, Washington állam Ferry megyéjében elhelyezkedő város, a megye székhelye.. A 2010. évi népszámlálási adatok alapján 1073 lakosa van.

## Történet
Republcot a késő 19. századi aranyláz hívta életre. Az egykori Eureka település alapítója Philip Creasor; a helység a 19. században növekedni kezdett. Később létrehozták Eureka postahivatalát, azonban a hatóság névegyezőség miatt más nevet kért, így a helyiek az aranylázra utaló Republic nevet választották. Republic 1900. május 22-én kapott városi rangot.
A város lakossága az 1900 és 1910 közötti években a felére csökkent, azonban az aranybányászat továbbra is fontos megélhetési forrás maradt. A június második hétvégéjén megtartott Prospector’s Days keretében aranyásó-versenyt és lőpárbajt rendeznek.
Republicban található a Stonerose Interpretive Center and Fossil Site, ahol a közeli tómederben található 49 millió éves leleteket állítják ki.

## Éghajlat
| Hónap                         | Jan.  | Feb.  | Már.  | Ápr.  | Máj.  | Jún. | Júl. | Aug. | Szep. | Okt.  | Nov.  | Dec.  | Év    |
| ----------------------------- | ----- | ----- | ----- | ----- | ----- | ---- | ---- | ---- | ----- | ----- | ----- | ----- | ----- |
| Rekord max. hőmérséklet (°C)  | 12,6  | 25,6  | 25,0  | 31,7  | 35,6  | 40,0 | 41,7 | 40,6 | 36,7  | 30,6  | 17,8  | 17,8  | 41,7  |
| Átlagos max. hőmérséklet (°C) | −0,6  | 3,3   | 8,9   | 14,4  | 18,9  | 22,8 | 27,8 | 27,8 | 22,2  | 13,3  | 3,3   | −2,2  | 13,4  |
| Átlagos min. hőmérséklet (°C) | −7,8  | −6,7  | −3,3  | −0,6  | 3,3   | 6,7  | 8,9  | 8,3  | 3,9   | −0,6  | −3,9  | −8,9  | −0,0  |
| Rekord min. hőmérséklet (°C)  | −35,6 | −36,7 | −28,3 | −16,1 | −11,7 | −3,9 | −1,7 | −2,8 | −10,0 | −20,6 | −28,9 | −38,9 | −38,9 |
| Átl. csapadékmennyiség (mm)   | 38    | 31    | 32    | 31    | 50    | 50   | 33   | 21   | 21    | 25    | 47    | 54    | 433   |
| Forrás: The Weather Channel   |       |       |       |       |       |      |      |      |       |       |       |       |       |

## Népesség
A 2010-es népszámláláskor a városnak 1073 lakója, 493 háztartása és 263 családja volt. A népsűrűség 291,6 fő/km2. A lakóegységek száma 536, sűrűségük 145,7 db/km2. A lakosok 89,6%-a fehér, 0,1%-a afroamerikai, 2,7%-a indián, 1,9%-a ázsiai, 0,1%-a a Csendes-óceáni szigetekről származik, 1,4%-a egyéb, 4,3%-a pedig kettő vagy több etnikumú. A spanyol vagy latino származásúak aránya 2,7% (1,8% mexikói,   0,9% egyéb spanyol vagy latino származású.)
A háztartások 23,7%-ában élt 18 évnél fiatalabb. 33,7% házas, 13,6% egyedülálló nő, 6,1% egyedülálló férfi, 46,7% pedig nem család. 37,7% egyedül élt; 14,6%-uk 65 éves vagy idősebb. Egy háztartásban átlagosan 2,05 személy élt; a családok átlagmérete 2,68 fő.
A medián életkor 45,3 év volt. A város lakóinak 19,7%-a 18 évesnél fiatalabb, 7,6% 18 és 24 év közötti, 22,1%-uk 25 és 44 év közötti, 29,9%-uk 45 és 64 év közötti, 20,7%-uk pedig 65 éves vagy idősebb. A lakosok 46,1%-a férfi, 53,9%-a pedig nő.

## Fordítás
Ez a szócikk részben vagy egészben  a   Republic, Washington című angol Wikipédia-szócikk ezen változatának fordításán alapul.  Az eredeti cikk szerkesztőit annak laptörténete sorolja fel. Ez a jelzés csupán a megfogalmazás eredetét és a szerzői jogokat jelzi, nem szolgál a cikkben szereplő információk forrásmegjelöléseként.